# 7301 Matsuitakafumi
A 7301 Matsuitakafumi (ideiglenes jelöléssel (7301) 1993 AB) a Naprendszer kisbolygóövében található aszteroida. Natori Akira és Urata Takesi fedezte fel 1993. január 2-án.